# Groupe Sothys
 (juillet 2012).
 (juillet 2012).
Si vous disposez d'ouvrages ou d'articles de référence ou si vous connaissez des sites web de qualité traitant du thème abordé ici, merci de compléter l'article en donnant les références utiles à sa vérifiabilité et en les liant à la section « Notes et références ».
Le groupe Sothys (ou Sothys Paris) est une entreprise familiale qui développe, produit et distribue des produits de beauté haut de gamme auprès des professionnels de l’esthétique (instituts de beauté, spas, hôtels de luxe). À ses origines, Sothys est un institut de beauté qui a ouvert en 1946 sur le Faubourg Saint-Honoré à Paris, le Groupe Sothys est actuellement présent dans 120 pays et réalise 80 % de ses ventes à l’export.

Déesse Sothys

Le siège de Sothys International se situe à Brive-la-Gaillarde.

## Histoire
L'institut de beauté Sothys ouvre ses portes en 1946, fondé par un biologiste, le Dr Hotz, créateur de formules de beauté distribuées dans l'institut parisien situé au 163 rue du Faubourg Saint-Honoré. En 1966, les familles Mas et Lacroix, propriétaires des laboratoires Asepta à Monaco, s’intéressent à l'entreprise et rachètent l’institut et les formules cosmétiques. La famille Mas devient actionnaire majoritaire dans la société, et, Bernard Mas devient à vingt-six ans PDG de la marque. Les produits sont alors fabriqués et conditionnés dans la cave de l'institut[réf. souhaitée].
Dans les années 1970, Sothys développe une nouvelle gamme de produits au collagène, ce qui permet d’accroître le succès de la marque.
La marque se développe à l'international, le Canada, le Guatemala, l'Iran et la Finlande étant parmi les premiers marchés, puis suivirent la Belgique, les États-Unis, l’Australie, le Portugal, la Chine, le Japon, etc. qui se consolident pour partie en filiales de la société Sothys au fil des années.

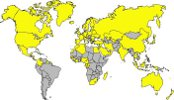
Présence mondiale de Sothys

En 1989, Sothys inaugure une unité de production à Meyssac, en présence de Jacques Chirac, alors maire de Paris et député de Corrèze. La même année, un centre de recherche et développement est ouvert, le laboratoire Soredec (Société de Recherche et Développement en Cosmétologie). En 2005, le groupe Sothys investit dans une nouvelle usine aux normes pharmaceutiques (BPF/GMP). À l'occasion de l’inauguration de cette unité de Production par Renaud Dutreil, ministre des PME de l'époque, le président fondateur de Sothys Bernard Mas reçoit les insignes d'officier de la Légion d'honneur. 
En 2006, le Groupe crée les jardins Sothys, et son restaurant en Corrèze, dans la continuité d'un projet de développement durable de la société, mais également pour être plus accessible à ses clients étrangers, qui y sont régulièrement conviés.
La société Sothys s’est consolidée au fur et à mesure des années en multipliant ses filiales, devenant en 2004 le Groupe Sothys. Le Groupe détient trois marques Sothys Paris, Bernard Cassière, Beauty Garden, la société de production et logistique Simah, les jardins Sothys, et 15 filiales dans le monde. Aujourd’hui, le groupe est dirigé par Frédéric Mas et Christian Mas.

## Les Marques
Le Groupe Sothys se positionne sur le marché de l’esthétique professionnelle par le biais de ses trois marques : 
- Sothys Paris, marque de cosmétique distribuée exclusivement en instituts et spas depuis 1946. La marque a été choisie par plus de 15 000 de ces points de vente dans le monde et développe une ligne de produits professionnels complète. Vincent Clerc, est actuellement l'égérie[17] de la ligne homme de la marque.
- Bernard Cassière, spécialisée sur les cosmétiques naturels (chanvre, cacao, miel, fruits rouges). La marque a été créée en 1991 par Bernard Mas, et elle est dirigée depuis 2000 par Christian Mas, l’un de ses fils[18].
- Beauty Garden, marque de cosmétiques bio du groupe a été créée en 2014 par Bernard Mas. Les produits sont fabriqués à partir des légumes et fleurs du potager corrézien de B. Mas[19].

## Communication
Le nom de l’entreprise Sothys s’inspire d’une déesse égyptienne à laquelle l’histoire a donné plusieurs noms, Sothys, Sothis, Sopdet ou encore Sôpdit. En égyptologie, le nom Sothis est le plus fréquemment retenu.[réf. nécessaire]